# Messingham
Messingham – wieś w Anglii, w hrabstwie ceremonialnym Lincolnshire, w dystrykcie (unitary authority) North Lincolnshire. Leży 34 km na północ od Lincoln i 227 km na północ od Londynu.
W 2001 miejscowość liczyła 4090 mieszkańców.